# Batomys
Batomys (Thomas, 1895) è un genere di Roditori della famiglia dei Muridi.

## Descrizione

### Dimensioni
Al genere Batomys appartengono roditori di medie dimensioni, con lunghezza della testa e del corpo tra 195 e 204 mm, la lunghezza della coda tra 102 e 185 mm e un peso fino a 225 g.

### Caratteristiche craniche e dentarie
il cranio è lungo e tondeggiante e presenta le creste sopra-orbitali poco sviluppate, le arcate zigomatiche leggermente concave anteriormente e la bolla timpanica piccola. Gli incisivi sono lisci, giallognoli ed opistodonti, ovvero con le punte rivolte verso l'interno della bocca, i molari hanno la corona elevata, le cuspidi disposte a lamine e sono tutti e tre delle stesse dimensioni.
Sono caratterizzati dalla seguente formula dentaria:

### Aspetto
L'aspetto è quello di un grosso ratto, la pelliccia è densa, soffice e lanosa. Il colore generale del corpo varia dal marrone al bruno-rossastro con dei riflessi giallognoli sul ventre. Il muso è corto ed appuntito. Sono caratterizzati dalla presenza di un anello di pelle nuda intorno ad ogni occhio. Le orecchie sono piccole. Le zampe anteriori sono relativamente allungate ed hanno cinque cuscinetti sui palmi mentre i piedi, i quali sono corti e larghi, ne hanno sei. La coda è più corta della testa e del corpo, è densamente ricoperta di peli e talvolta presenta l'estremità bianca.  Le femmine hanno 2 paia di mammelle inguinali.

## Distribuzione
Sono roditori arboricoli diffusi nelle Filippine.

## Tassonomia
Il genere comprende 5 specie.
- Batomys dentatus
- Batomys granti
- Batomys hamiguitan
- Batomys russatus
- Batomys salomonseni
- Batomys uragon[3]

Quest'ultima specie è stata recentemente descritta sul Monte Isarog.